# صاعقه (فیلم ۱۹۹۵)
صاعقه (به انگلیسی: Thunderbolt) نام یک فیلم اکشن و ورزشی هنگ کنگی محصول سال ۱۹۹۵ با بازی جکی چان و کارگردانی گوردون چان است. این فیلم در آمریکای شمالی، با عنوان گرمای کشنده (انگلیسی: Dead Heat) شناخته شده‌است.

## بازیگران
- جکی چان در نقش چان فو تو / فنگ جیم / (آلفرد تانگ در نسخه آمریکایی)
- آنیته یوان در نقش ایمی ییپ / (ایمی ایپ در نسخه آمریکایی)
- مایکل وونگ
- یوزو کایاما
- کنیا ساوادا
- کن لو
- دایو وانگ
- چین کا-لوک
- کری یوئن